# Хатор
Хатхор је египатска богиња, мајка или супруга Хоруса, чије име значи кућа Хоруса. Хатор је соларна богиња, богиња неба и прамора, али и богиња страних земаља, богиња жена, материнства, женске сексуалности, богиња музике, пијанства, свечаности. Она је заштитница Синаја, бакра и тиркиза.
Култни центар је Дендера, али има и старијих центара као што су Деир ел Медина, Мегара и Серабит ел Кадим на Синају).
У Мемфису је поштована као богиња загробног живота, која покојника снабдева пићем и храном. По миту је тело мртвог Озириса било сакривено у сикомори (представе дрвета сикоморе које доји владара).
У Теби је поштована као заштитница тебанске некрополе, као господарица запада.
У неким облицима је слична Изиди.
Приказује се антропоморфно као жена, која у руци може да држи систрум (звечку), струк лотоса, вас жезло, често се приказује у хаљини црвене или тиркиз боје или у двобојној (тиркиз-црвеној), на глави има капу у облику крила крагуја са постољем на коме су рогови са сунчевим диском.
Представља се и зооморфно као крава са диском међу роговима.